# Самарийтримагний
Самарийтримагний — бинарное неорганическое соединение
самария и магния
с формулой Mg3Sm,
кристаллы.

## Получение
- Сплавление стехиометрических количеств чистых веществ:

{\displaystyle {\mathsf {Sm+3Mg\ {\xrightarrow {700^{o}C}}\ Mg_{3}Sm}}}

## Физические свойства
Самарийтримагний образует кристаллы
кубической сингонии, пространственная группа F m3m, параметры ячейки a = 0,7371 нм, Z = 4,
структура типа трифторида висмута BiF3
.
Соединение образуется по перитектической реакции при температуре 700 °C
.